# Villano III
Villano III, pseudonimo di Arturo Díaz Mendoza (Città del Messico, 23 marzo 1952 – Città del Messico, 21 agosto 2018), è stato un wrestler messicano.
Díaz è un wrestler di seconda generazione e figlio dell'ex luchador Ray Mendoza. È il fratello di José de Jésus (Villano I),José Alfredo (Villano II),Tomas (Villano IV) e Raymundo (Villano V).
Per anni è stato uno dei migliori performer della Universal Wrestling Association e durante la sua carriera,dal 1970 al 2015,ha lavorato per le principali promozioni di wrestling messicane come Consejo Mundial de Lucha Libre e AAA ma anche per varie Indies come International Wrestling Revolution Group.
Díaz mantenne la sua maschera finché non perse un incontro Lucha De Apuestas contro Atlantis nel 2000 venendo costretto così a rinunciarci. Il suo match contro Atlantis venne successivamente nominato Match of the Year dalla Wrestling Observer Newsletter

## Titoli e riconoscimenti
Asistencia Asesoría y Administración
- AAA Americas Trios Championship (2- con Villano VI e Villano V)
- Mexicali National Atómicos Championship (1- con Villano VI,Villano V e Pierroth Jr.)

Consejo Mundial de Lucha Libre
- Campeonato Mundial de Peso Semicompleto del CMLL (1)
- Mexican National Trios Championship (1- con Dos Caras e Villano IV)

International Wrestling Revolution Group
- IWRG Intercontinental Trios Championship (1- con Villano IV e Villano V)

Pro Wrestling Illustrated
- 75º tra i migliori wrestler singoli del PWI 500 (2000)

Universal Wresstling Association
- UWA World Junior Heavyweight Championship (1)
- UWA World Junior Light Heavyweight (1)
- UWA World Light Heavyweight Championship (2)
- UWA World Welterweight Championship (1)
- WWF Light Heavyweight Championship (7)

World Wrestling Council
- WWC Puerto Rico Heavyweight Championship (2)

Wrestling Observer Newsletter Awards
- Best Match of the Year (2000) vs Atlantis a Città del Messico
- Worst Match of the Year (2015) con Villano IV e Villano V vs Team Clown

World Wrestling Association
- WWA World Trios Championship (1- con Villano IV e Villano V)